# Macrocallista
- A. Laevicardium laevigatum
- B. Macrocallista maculata
- C. Pecten ziczac

Genre
Macrocallista est un genre de mollusques bivalves marins.
Les espèces de ce genre sont appelés pitars.

## Liste des espèces
Selon World Register of Marine Species (19 avril 2024) :
- Macrocallista gruneri (Oppenheim, 1915) †
- Macrocallista nimbosa ([Lightfoot], 1786)
- Macrocallista reposta (Conrad, 1834) †

Selon ITIS (1er juin 2016) :
- Macrocallista maculata (Linnaeus, 1758)
- Macrocallista nimbosa (Lightfoot, 1786)